# Adrián Zigarán
Adrián Ariel Zigarán (n. Buenos Aires) es un político argentino que se desempeñó como interventor del municipio de Salvador Mazza luego del escándalo por la detención del intendente Rubén Méndez. También supo ser interventor de Aguaray luego del escándalo de los robos de los caños del gasoducto del NEA.

## Biografía
Zigarán nació en Capital Federal y a los cinco años se muda a Salta tras un traslado laboral de su padre. Realizó sus estudios secundarios en la Escuela de Educación Técnica N° 2 "Albert Einstein".
Adrián Zigarán participa dentro del peronismo. 
Fue miembro del I.P.V. (Instituto provincial de Vivienda de Salta) y fue parte del gobierno de Juan Manuel Urtubey como coordinador.
Con la llegada del gobernador Gustavo Sáenz juró como secretario de Participación Ciudadana y de relaciones con la comunidad el 19 de diciembre de 2019. En marzo del 2020, cuando se desempeñaba como secretario de Participación Ciudadana y Relaciones con la Comunidad, Adrián Zigarán, publicó en redes sociales información privada sobre el primer caso de Covid que se había registrado en la provincia.
Tras la exposición pública que le generó una estigmatización propia en el paciente, fue denunciado y el mes pasado el Ministerio Público Fiscal lo imputó por “Revelación de hechos y datos secretos de disposición legal”, delito que se contemplado por el Código Penal Nacional:
Artículo 157: Será reprimido con prisión de un (1) mes a dos (2) años e inhabilitación especial de un (1) a cuatro (4) años, el funcionario público que revelare hechos, actuaciones, documentos o datos, que por ley deben ser secretos.
El interventor, por ello, fue citado a declarar el 21 de septiembre. Se presentó, pero se abstuvo de emitir declaraciones.
En enero de 2020 fue noticia cuando en un viaje de regreso a Salta capital divisó dos camiones que transportaban caños en medio de la noche. Sacó una foto y al llegar a la capital dio aviso al ministro de seguridad Pulleiro. La noticia fue un escándalo nacional y se realizaron las denuncias por fraude a la administración pública contra el intendente Enrique Prado y otros funcionarios.
En marzo de 2020 el diputado "Rana" Villa presentó un proyecto para intervenir el municipio. El gobierno de Sáenz recién le dio tratamiento en octubre y ambas cámaras legislativas la aprobaron con casi todos los votos, excepto el de Claudio del Plá del Partido Obrero.
El gobernador designó a Zigarán como interventor de Aguaray hasta diciembre de 2021, cuando los vecinos eligieran intendente en las elecciones provinciales. Entregó la intendencia de Aguaray a Guillermo Alemán, el intendente electo por A.De.Co. el 21 de octubre de 2020.
El 22 de octubre de 2021 juró como interventor de Salvador Mazza luego de que el intendente municipal fuese allanado en sus propiedades. En dichos allanamientos se encontró la suma de $196 millones entre pesos, dólares y euros, superando en 74 millones de pesos a la coparticipación federal y provincial que recibe el municipio de Salvador Mazza, que es de 122 millones de pesos. Méndez pidió licencia en su cargo de intendente mientras el Concejo  Deliberante continuó con el juicio político iniciado un año atrás. 
Tras dicho suceso el gobierno provincial de Salta encabezado por el gobernador Gustavo Sáenz envió un proyecto para intervenir el municipio. Juntos por el Cambio rechazó la intervención debido a que la intendente interina que asumió luego de los allanamientos, María Ester Valdiviezo, era concejal de la oposición y de acuerdo a la carta orgánica debía ser la sucesora ya que no existía una crisis institucional que obligase la intervención. La oposición acusó a Sáenz de intervenir el municipio para que la oposición no investigase ya que Pablo Ismael Outes, secretario del gobierno de Sáenz, había visitado dos días antes del allanamiento el domicilio de Méndez.
Finalmente la intervención se aprobó en la Cámara de Diputados de la Provincia de Salta con el rechazo de JxC y del PO y de la abstención de Cristina Fiore. Adrián Zigarán fue designado como interventor de Salvador Mazza hasta diciembre de 2023 cuando se restauró el orden democrático.